# Dave Ingram
Dave Bjerregaard Ingram (Birmingham, 25 januari 1969) is een Britse deathmetalzanger.

## Levensloop
Ingram begon als de vervanger van Mark "Barney" Greenway in de Engelse deathmetalband Benediction toen Greenway besloot alleen de zanger van Napalm Death te willen zijn.
In 1998 verliet hij Benediction, waarna hij toetrad tot Bolt Thrower. Ook was hij als gastzanger bij Bolt Thrower te aanschouwen tijdens een optreden op 4 juli 1997 in Zwickau (Duitsland). In 2004 was hij om gezondheidsredenen gedwongen Bolt Thrower te verlaten vlak voor de opnamen van het achtste album. 
Ingram zong ook op een album van Warlord UK.
Ingram trouwde met een Deense vrouw en verhuisde naar Kopenhagen.
In 2013 richtte hij de band Down Among the Dead Men op.
In 2016 trad Ingram toe tot de Nederlandse band Hail of Bullets waar hij Martin van Drunen verving.
In 2018 trad hij tevens toe aan de band Just Before Dawn.

## Discografie

### Met Benediction
- The Grand Leveller
- Dark Is The Season
- Transcend The Rubicon
- The Grotesque Ashen Epitaph
- The Dreams You Dread
- Grind Bastard

### Met Bolt Thrower
- Honour-Valour-Pride

### Met  Warlord UK
- Maximum Carnage

### Met  Down Among the Dead Men
- Down Among the Dead Men
- Exterminate! Annihilate! Destroy!
- ...And You Will Obey Me